# Spiralix rayi
Spiralix rayi is een slakkensoort uit de familie van de Moitessieriidae. De wetenschappelijke naam van de soort is voor het eerst geldig gepubliceerd in 1882 door Locard.